# Dieci giornate di Brescia
Le Dieci giornate di Brescia furono un movimento di rivolta della cittadinanza bresciana contro il dominio austriaco, che ebbe luogo dal 23 marzo (il giorno della sconfitta piemontese a Novara) al 1º aprile 1849. La fierezza dimostrata dagli insorti nei combattimenti valse alla città di Brescia la medaglia d'oro come "benemerita del Risorgimento nazionale" nel 1899, oltre che il celebre appellativo di "Leonessa d'Italia", coniato primariamente da Aleardo Aleardi nei suoi Canti patrii del 1857:
Niobe guerriera de le mie contrade,

Leonessa d'Italia,

Brescia grande e infelice.»
(Aleardo Aleardi, Canti Patrii, 1857)
La fortuna dell'espressione è tuttavia dovuta a Giosuè Carducci, che nel 1877 nelle sue Odi barbare, così descrive la fierezza della città:
Brescia la forte, Brescia la ferrea,

Brescia leonessa d'Italia

beverata nel sangue nemico.»
(Giosuè Carducci, Alla Vittoria, vv.37-40, 14 - 16 maggio 1877, Odi barbare)
A seguito dell'orgoglio e della caparbietà mostrata dal popolo bresciano, il generale Haynau arrivò a dire:

## Antefatti
Il 1848 rappresentò un punto di svolta che cambiò radicalmente la realtà dell'Europa tutta. Nel febbraio la monarchia francese di Luigi Filippo di Francia cade per far posto alla repubblica. Negli stessi giorni Ferdinando II delle Due Sicilie, dopo varie sollevazioni popolari, acconsente a stipulare una Costituzione. In marzo la nuova ondata rivoluzionaria colpisce anche i governi di Vienna e di Berlino, mentre sia Pio IX per lo stato pontificio sia Carlo Alberto di Savoia in Piemonte concedono anch'essi una Costituzione. Il 17 marzo Venezia e il 18 marzo cominciano le cinque giornate di Milano. Il 23 marzo lo stesso Carlo Alberto dichiara guerra all'Austria, varcando il Ticino, sostenuto anche dall'aiuto militare del re di Napoli, del granduca di Toscana e del pontefice. Radetzky è dunque obbligato a ritirarsi nel famoso quadrilatero fortificato (formato da Verona, Mantova, Legnago e Peschiera del Garda). Il 22 marzo 1848, a Brescia, viene firmata la capitolazione della guarnigione austriaca senza spargimento di sangue e si crea un governo provvisorio guidato da Luigi Lechi.
Al tempo, tuttavia, gli animi di chi aveva appoggiato la causa dell'Unità nazionale non erano ancora così forti: il comportamento contraddittorio di Pio IX, che rivede la sua posizione, induce anche il granducato di Toscana e il regno delle Due Sicilie ad un passo indietro. Il 26 luglio l'esercito piemontese viene sconfitto a Custoza dagli austriaci. Il 9 agosto viene firmato l'armistizio di Salasco, che consegna nuovamente Brescia all'Austria; inoltre il 16 agosto 1848 i soldati austriaci riconquistano il castello di Brescia. Il 4 gennaio 1849, a rendere la situazione ancora più delicata, il generale von Haynau impone una multa di 520000 lire austriache alla città. Il 12 marzo 1849 Carlo Alberto rompe l'armistizio e riapre le ostilità con l'Austria, che nel mentre ha avuto modo di riorganizzarsi. Il 22 marzo Tito Speri, rientrato a Brescia da Torino organizza i propri volontari. Il Comitato Clandestino di Insurrezione, presieduto dal medico Bartolomeo Gualla, è pronto a dare l'ordine di sollevazione popolare.

## Le dieci giornate

### Preludio alla rivolta
Il Lechi scrive che il giorno prima della rivolta, il governatore militare dà ordine ai soldati di rimanere chiusi nelle cantine e sposta quelli acquartierati nel Broletto (la struttura meno difendibile) verso le prigioni di sant'Urbano e da lì in castello. Le notizie sempre più falsificate, attraverso proclami artefatti, di vittorie dell'esercito piemontese, spinsero i bresciani a chiedere dapprima, il 20 marzo, le dimissioni di Giovanni Zambelli capo del Municipio, ritenuto "l'uomo ligio all'Austria" e la sostituzione sua con l'avv. Giuseppe Saleri. Questi chiese di essere aiutato da Gerolamo Sangervasio, Ludovico Borghetti e Piero Pallavicino e ottenne dal comandante del Presidio del Castello, a presidio dell'ordine, una Guardia Civica, che però doveva essere armata di sole 200 sciabole. La cosa irritò i bresciani e diede la spinta all'insurrezione che avvenne il 23 marzo.

Bandiera rivoluzionaria bresciana

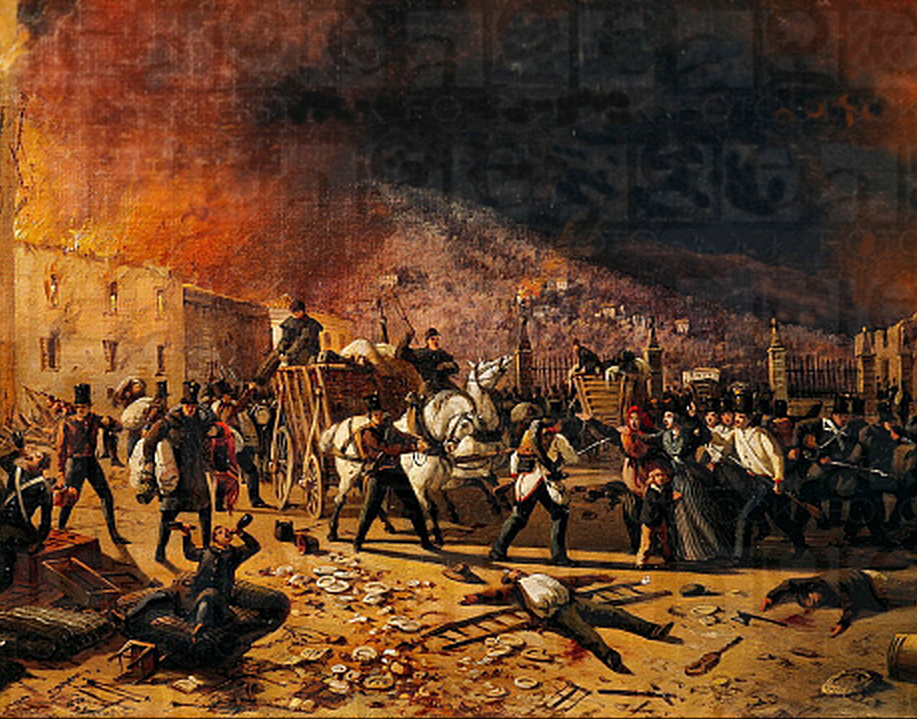
Uno degli episodi più celebri delle Dieci giornate di Brescia: la disperata difesa di Porta Torrelunga

### 23 marzo: Inizio della rivolta
Mentre l'esercito piemontese preparava la battaglia di Novara, a Brescia dopo mesi di carteggi da parte di 2 distinte accolite di rivoluzionari, una filosabauda, una mazziniana, si studia come disturbare le linee di rifornimento provenienti da Verona tramite una sommossa popolare. Lo spunto viene dato dagli austriaci stessi che non intendono fare sconti alla città riguardo a una multa per non essersi mostrata fedele nel 1848 benché in città fosse successo poco o nulla e gli austriaci anzi si fossero ritirati in buon ordine dopo solo una sommossa che vide impegnato il reggimento Brescia nella caserma di San Faustino.
Il comando di piazza rifiuta lo sconto dell'ultima rata della multa e su istigazione di alcuni, la piazza inizia a ribollire. A mezzogiorno il capitano Pomo va in municipio per riscuotere la rata della multa comminata il 4 gennaio ma viene aggredito da una folla inferocita. Avuta notizia dei disordini in città, il comandante della guarnigione in castello fa sparare dieci colpi di cannone sui tetti delle case come avvertimento. Nel frattempo a Novara l'esercito piemontese viene sconfitto ma a Brescia viene detto il contrario.

### 24 marzo
L'avvocato Giuseppe Saleri, dirigente del municipio di Brescia, si dimette e prende il suo posto Girolamo Sangervasio. Piccoli scontri continuano in città tra austriaci e cittadinanza. Si crea un Comitato di Pubblica Difesa, controllato dal gruppo mazziniano avente sede dapprima nel Teatro Grande e poi in casa Bargnani, a capo del quale vengono messi Luigi Contratti e Carlo Cassola, i quali saranno chiamati all'organizzazione della difesa della città di Brescia. Nel frattempo, arrivano negative notizie riguardanti la sconfitta dell'esercito piemontese, ma la popolazione, su chiara indicazione del Comitato di difesa (prova ne sono i talloncini di libera consultazione in Queriniana) che controlla la stampa che circola in città, non gli dà credito e copre le notizie con censura. Il bombardamento dal castello continua.

### 25 marzo
Il bombardamento dal castello di Brescia si ferma per tutta la giornata. Si creano tensioni fra il Municipio che chiede prudenza e il Comitato di Difesa il quale conferma che ormai la rivolta è in essere.
Il comando effettivo della Municipalità è in mano a Cassola e Contratti; Sangervasio è fondamentalmente impossibilitato a governare la situazione.

### 26 marzo
All'alba del 26 marzo mille austriaci al comando del generale Nugent in marcia da Mantova puntano sulla città di Brescia e intorno a mezzogiorno si trovano già a Sant'Eufemia. Tito Speri insieme ad altri 300 prova a fare una sortita, ma viene battuto. Nel frattempo si innalzano barricate in tutta la città e si fortificano le varie vie di accesso.

### 27 marzo
Il generale Nugent rimane fuori dalla città in attesa di rinforzi , inviando messaggi che contengono la notizia della sconfitta piemontese, ma non viene creduto per via della disinformazione regnante, mentre in Loggia il consiglio comunale riconferma pieni poteri al dirigente Girolamo Sangervasio. Tuttavia i duumviri Cassola e Contratti, forti dell'appoggio militare e del fatto che vi erano varie bande presenti in città, come quella del Maraffio che si imposero anche nel palazzo della Loggia, rimangono al loro posto. Alle due del pomeriggio ricomincia il bombardamento dal castello e scontri si registrano sui Ronchi, alla Pusterla, per poi cessare verso sera. Don Boifava con i suoi volontari ripara verso i Ronchi.

### 28 marzo
Gli austriaci tentano di provocare i bresciani a porta Torrelunga per farli venire allo scoperto. La mossa ha esito positivo e molti rivoltosi si dirigono nuovamente verso Sant'Eufemia: questa mossa azzardata costerà la vita a circa un centinaio di bresciani.

### 29 marzo

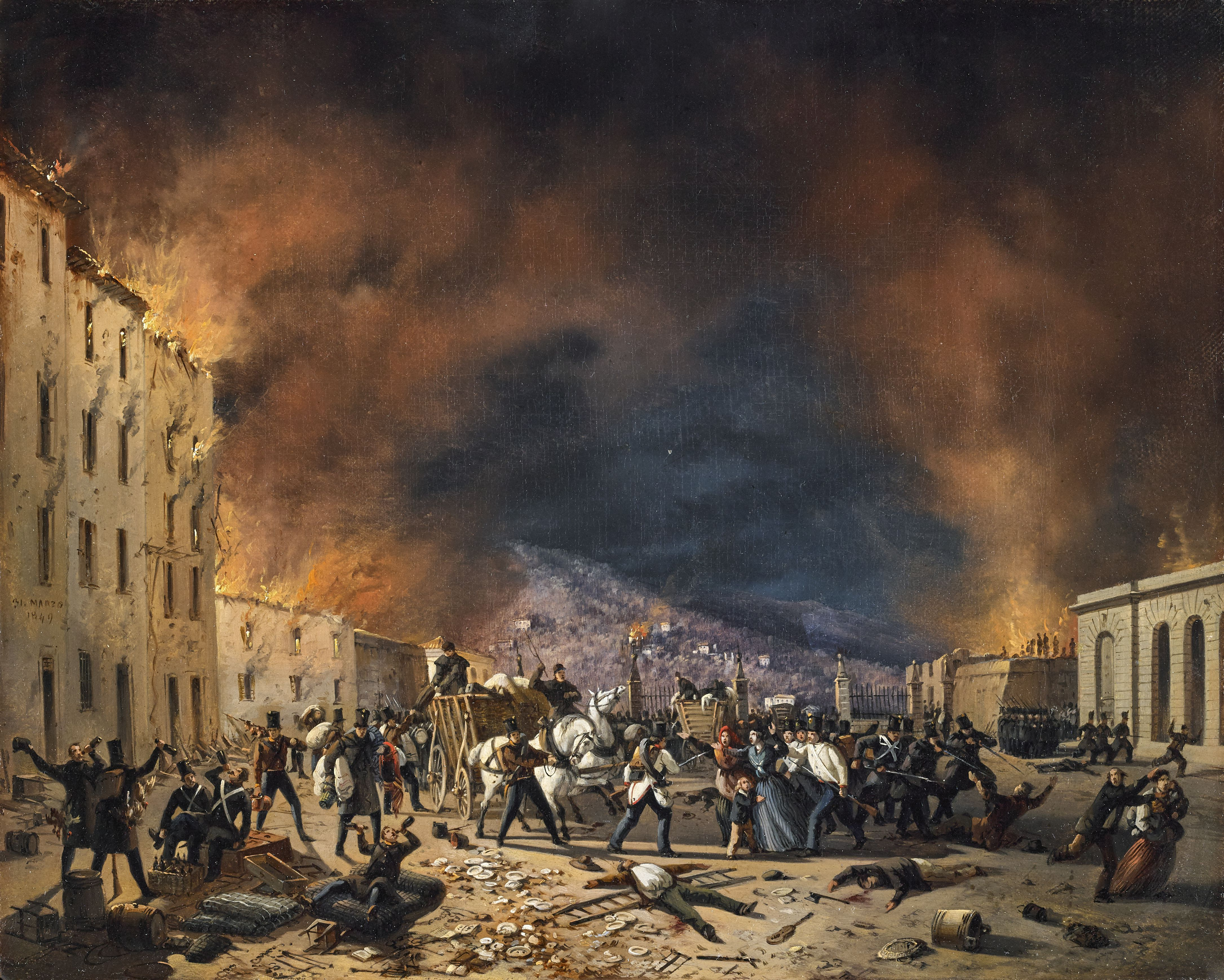
Atti di violenza da parte delle truppe austriache in piazza dei Grani

Cominciano ad arrivare in città notizie più certe riguardo alla sconfitta dei piemontesi che vengono parzialmente aggiunte storicamente false anche dai duumviri Contratti e Cassola, sottolineando però il tradimento di Carlo Alberto e aggiungendo una vittoria data da un generale polacco e dando al contempo per certo il ritiro degli austriaci verso Verona. Brescia dunque continua la sua disperata rivolta. Il generale Nugent finalmente riceve i rinforzi richiesti e cominciano nuovi scontri che obbligano i bresciani a ritirarsi in città. Don Boifava è costretto a risalire sui Ronchi. Due messi inviati dal comune si recano presso Haynau per chiedere la resa della guarnigione, convinti di essere beninformati riguardo alla vittoria di Novara. Dalla risposta degli austriaci si inizia a capire che le notizie che circolano in città sono false e che sono gli austriaci ad aver vinto.

### 30 marzo
Le truppe del generale Nugent cercano di congiungersi con la guarnigione presente in Castello, ma i bresciani riescono a farle ripiegare verso i Ronchi intorno alla città e quindi esporli al fuoco dei rivoltosi. Si tenta nel frattempo una trattativa col Nugent per il cessate il fuoco, ma quest'ultima avrà esito negativo. La battaglia continua in varie parti della città (porta Pile, San Faustino, San Giovanni, la Pusterla e Porta Torrelunga) fino a sera. I morti da entrambe le parti aumentano. Nella notte un plotone di austriaci riesce a penetrare in Castello dalla Porta del Soccorso.

### 31 marzo

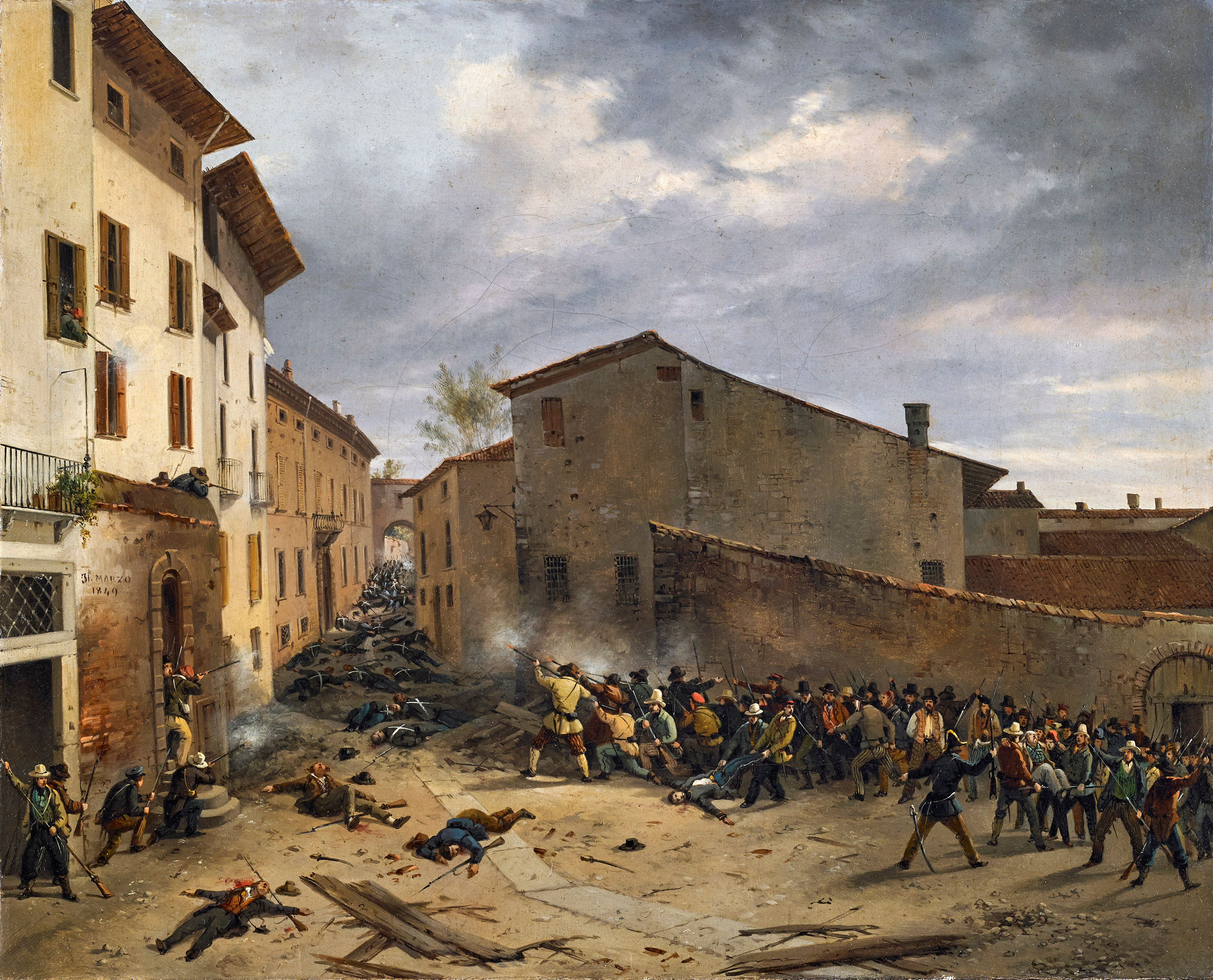
Scontri a piazza dell’Alberail 31 marzo in piazza Vecchia, Brescia

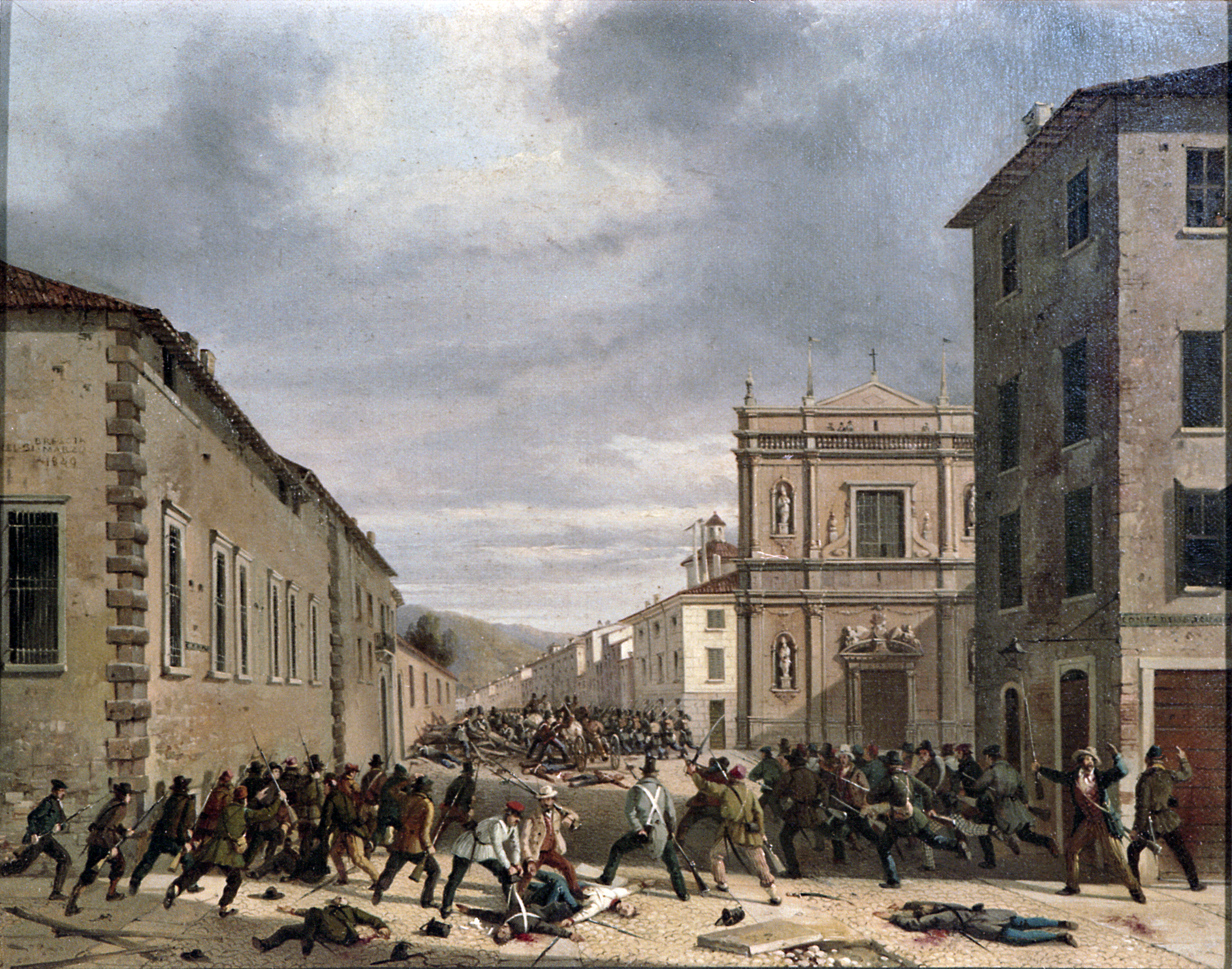
Scontri a contrada San Barnaba

Nella mattinata, durante i bombardamenti e coperto da una densa nebbia, il generale Haynau, soprannominato "la iena" per la sua scaltrezza in battaglia, riesce ad entrare in castello sempre dalla Porta del Soccorso con maggiori truppe a disposizione. Alle nove del mattino un drappello di soldati austriaci con la bandiera bianca si dirige in Municipio dove affigge un manifesto nel quale il generale Haynau chiede la resa della città. Di fronte a questa nuova intimidazione, anche a seguito della fuga di alcuni capi della rivolta,i combattenti, sventolano su di un'asta in piazza vecchia la bandiera rivoluzionaria a supporto del valore bresciano e per la prima volta nella storia issano la bandiera rossa alle cancellate di Porta Torrelunga. Nel pomeriggio, due battaglioni austriaci escono dal Castello e tutte le porte d'accesso della città vengono attaccate. I bombardamenti dal Castello riprendono vigorosi. Gli austriaci vengono fermati a piazzetta dell'Albera (oggi piazzetta Tito Speri). La barricata di Porta Torrelunga invece non riesce a contenere gli assalitori i quali dilagano in città fino a corso Bruttanome (dal XX secolo denominato corso Magenta) dove lo stesso generale Nugent subirà una grave ferita ad un piede che, in data 17 aprile 1849, lo condurrà alla morte. Gli austriaci cominciano a creare il panico, incendi ed esecuzioni sommarie sono innumerevoli. In Loggia si sono riuniti nel mentre i responsabili del Comune. L'estrema gravità della situazione è evidente. Il Contratti dichiara tuttavia che vi sono ancora 1500 cartucce, due o tre per combattente per continuare la rivolta. 

### 1º aprile
La città dopo una notte di scontri e violenze inaudite è in mano alla truppe austriache e quindi la capitolazione è vicina. Il Municipio decide di mandare in Castello il padre francescano Maurizio Malvestiti, fatto segno di spari da parte di rivoltosi piazzati su porta bruciata, a trattare con il generale Haynau, il quale chiede la resa incondizionata per discutere la tregua. Il Municipio accetta la resa ma la situazione non si normalizza e sacche di resistenza continuano a macchia di leopardo in tutta la città. Ad aggravare la situazione arrivano in città altri venti battaglioni austriaci (circa quindicimila uomini) a dar manforte alle truppe presenti e le brutalità nei confronti della popolazione si moltiplicano. La notte sigla la capitolazione e ha così fine la "Decade Bresciana".
Nonostante i proclami dell'Haynau di risparmiare la cittadinanza, gli austriaci continuarono le persecuzioni contro i bresciani nei giorni seguenti.

## Monumenti a ricordo delle Dieci Giornate
A ricordo delle Dieci Giornate a Brescia sono presenti diversi monumenti e targhe:
- Monumento alla Bella Italia, opera di Giovanni Battista Lombardi; la statua venne donata alla città di Brescia da re Vittorio Emanuele II ed è collocata in piazza della Loggia;
- Obelisco dedicato ai Martiri delle Dieci Giornate. Venne eretto nel 1897 e decorato di fregi nel 1910. È collocato in castello;
- Monumento a Tito Speri, opera di Domenico Ghidoni, collocato in piazzetta dell'Albera (oggi piazzetta Tito Speri);
- Via Dieci Giornate è stata così denominata proprio in ricordo degli scontri tra Bresciani ed Austriaci;
- Monumento a Maurizio Malvestiti, collocato sulla salita che da via San Faustino porta in castello a Brescia;
- Targa in metallo posta dagli emigrati bresciani in Argentina sotto il volto del palazzo Monte di Pietà vecchio in piazza della Loggia.

Il monumento alla Bella Italia, dedicato ai caduti delle dieci giornate di Brescia
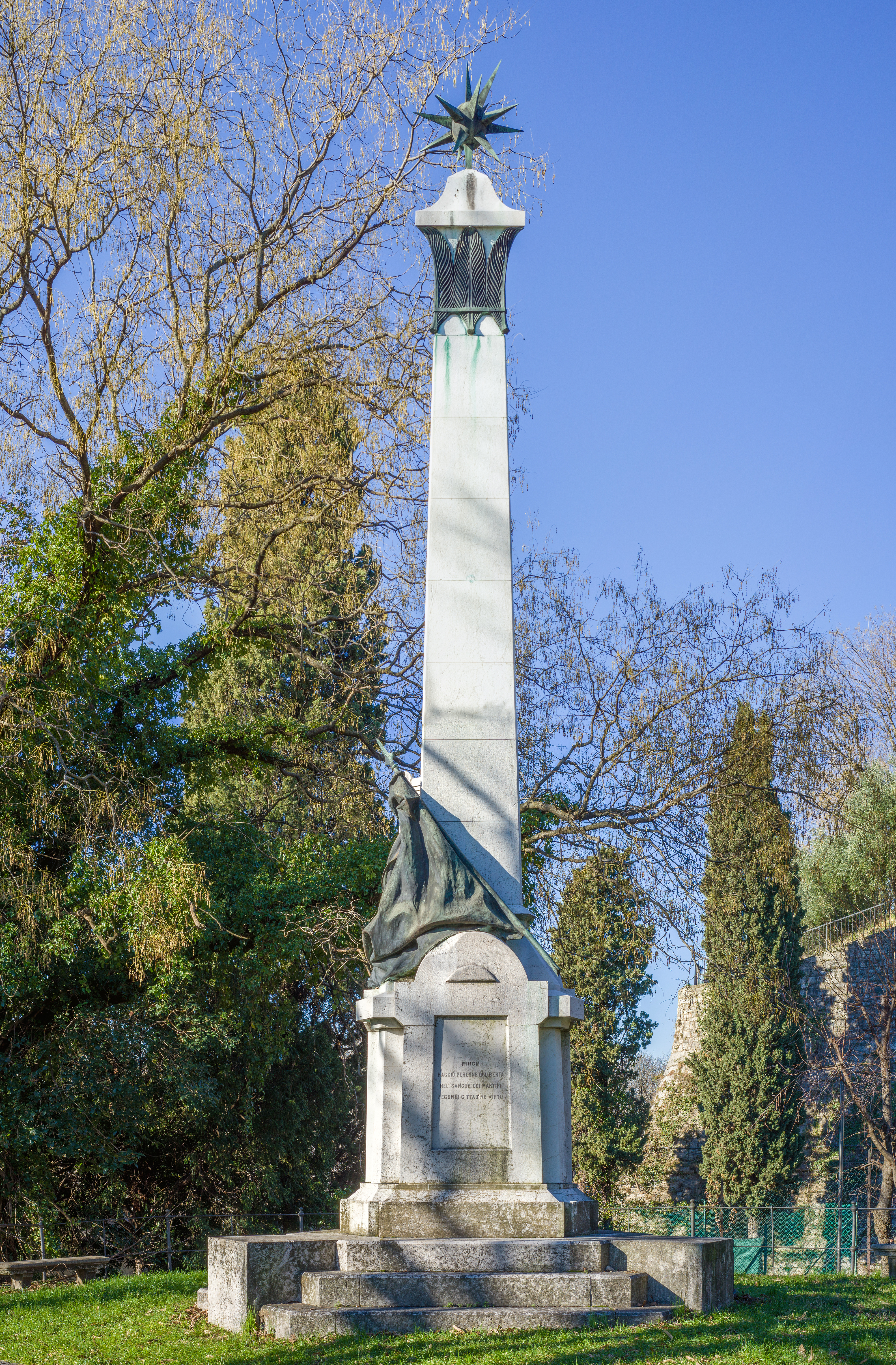
L'obelisco posto sul colle Cidneo e nei giardini del castello
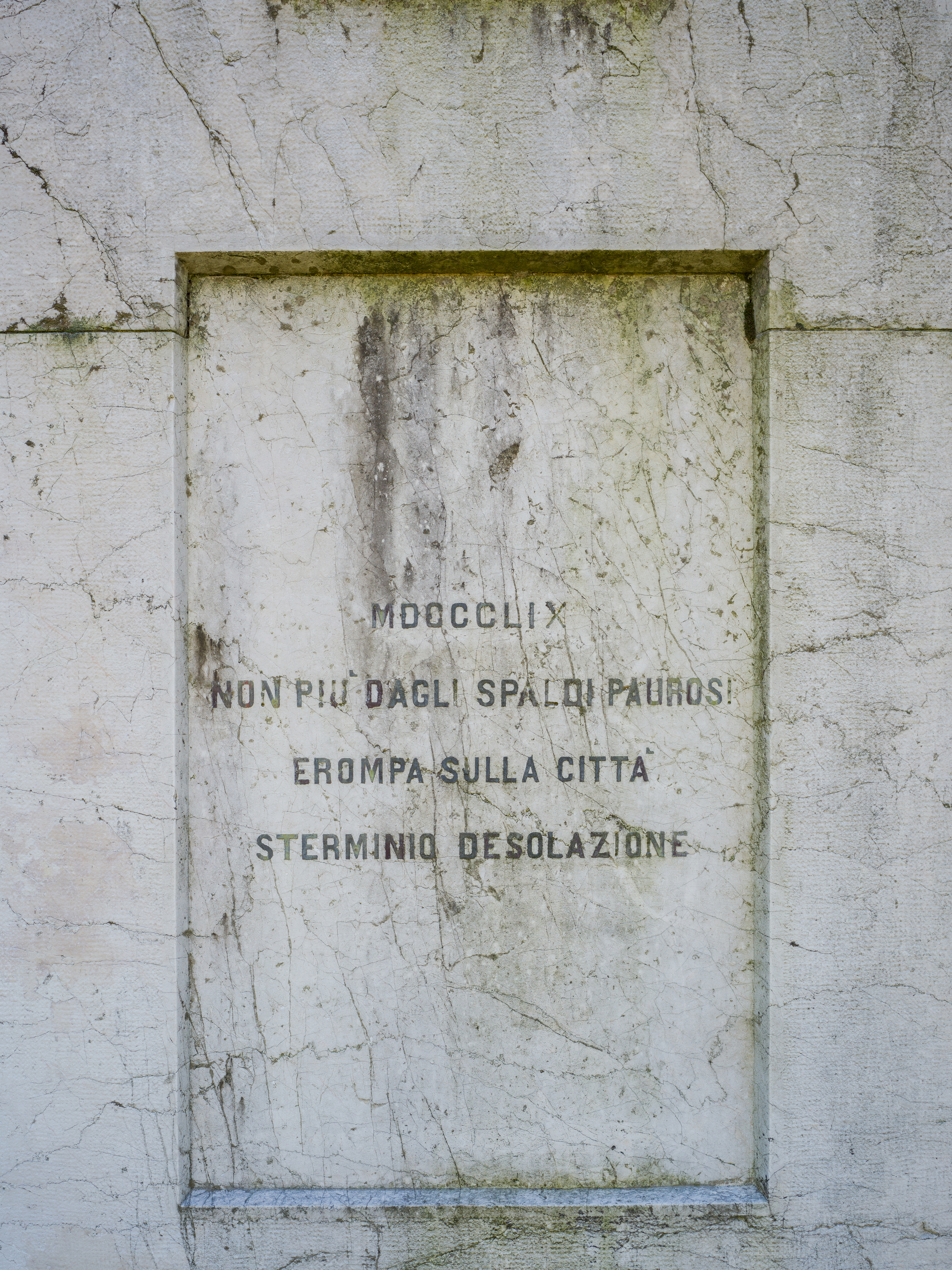
Il retro dell'obelisco con l'iscrizione apposta
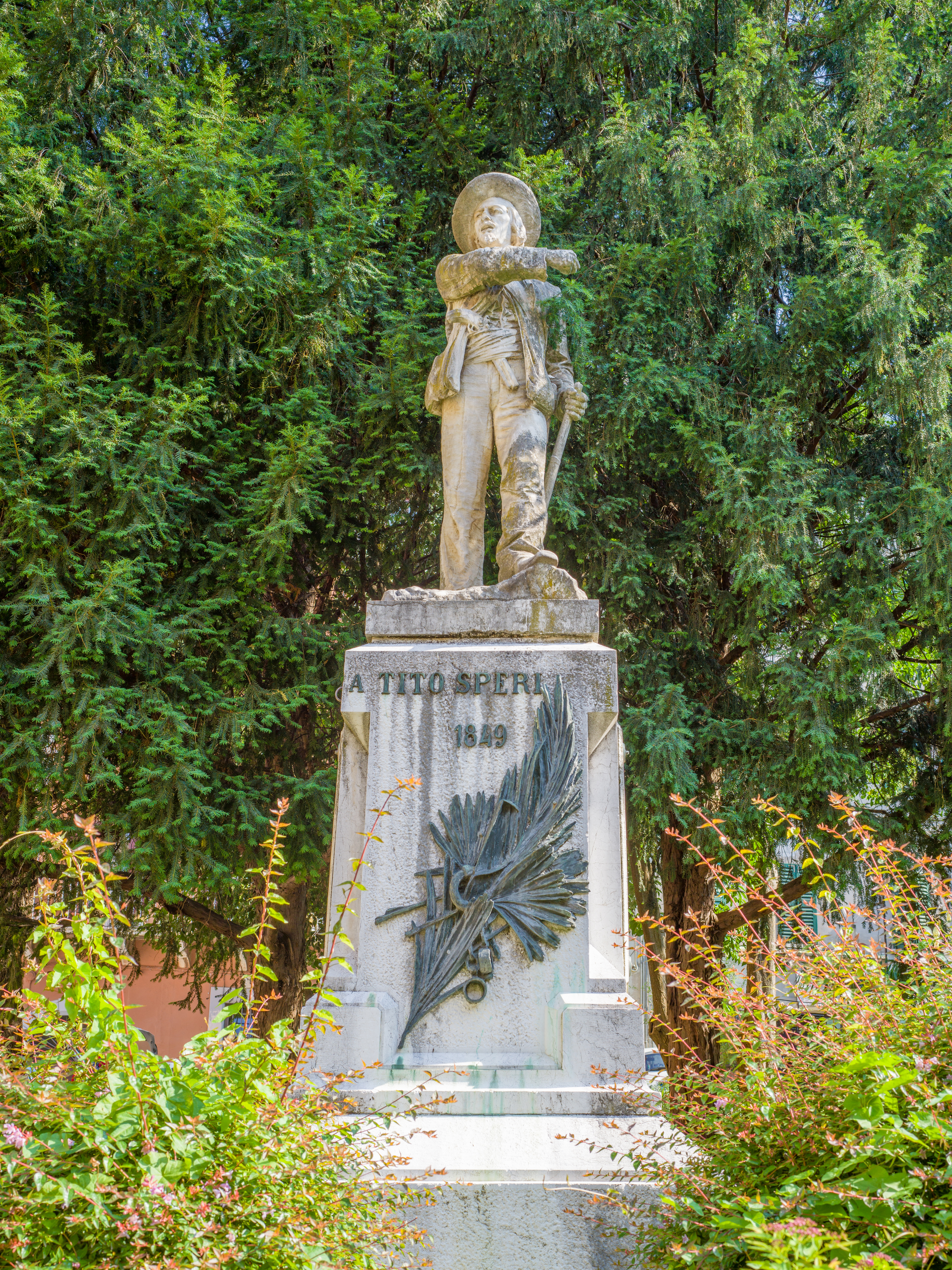
Il monumento dedicato a Tito Speri ed eretto nel 1888
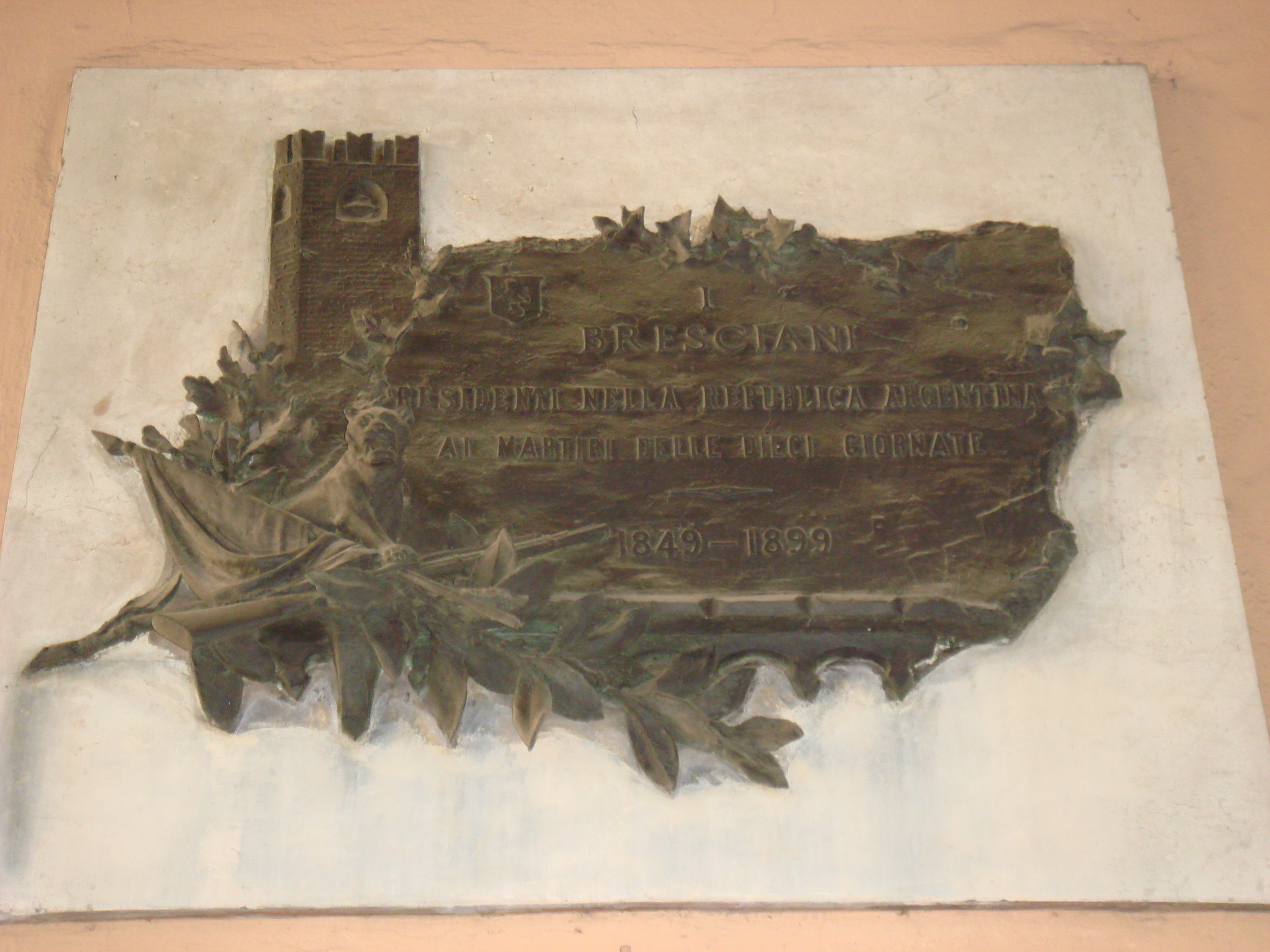
Bassorilievo bronzeo del 1899 offerto dai bresciani emigrati in Argentina, che ricorda i martiri delle Dieci giornate di Brescia
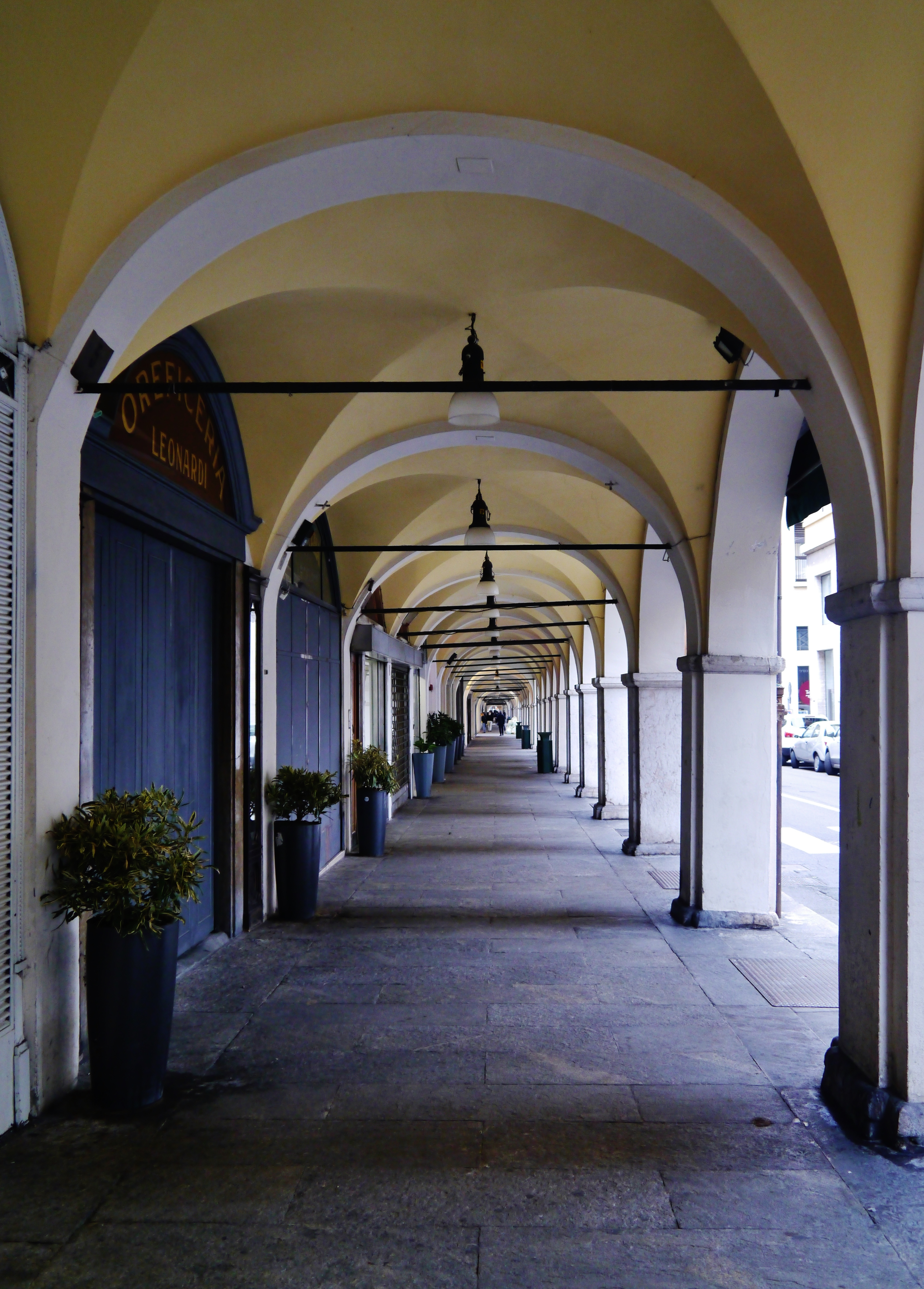
Uno scorcio dei portici di via Dieci Giornate, così denominata in onore degli eventi del 1849
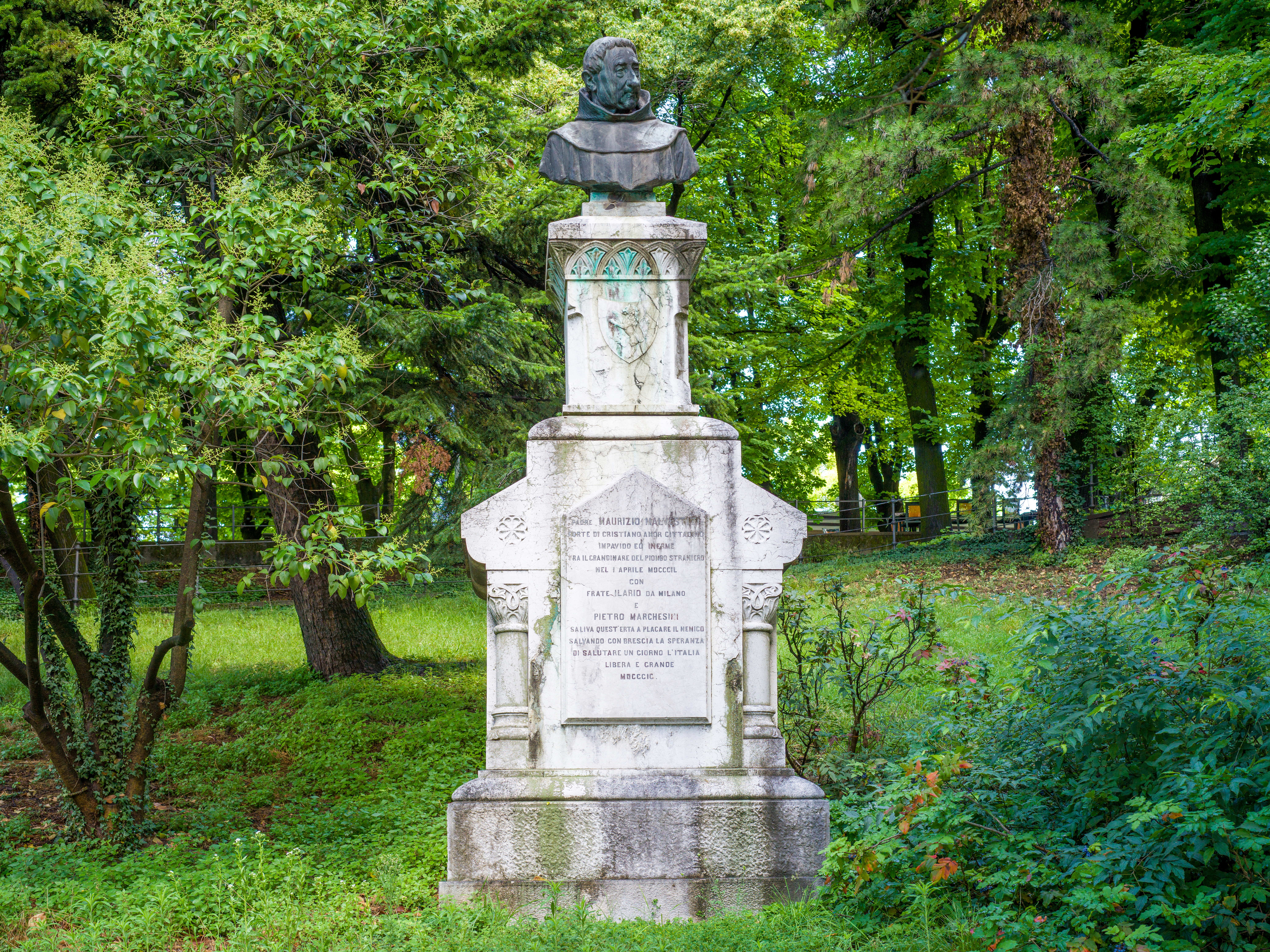
Il monumento eretto a memoria di padre Maurizio Malvestiti
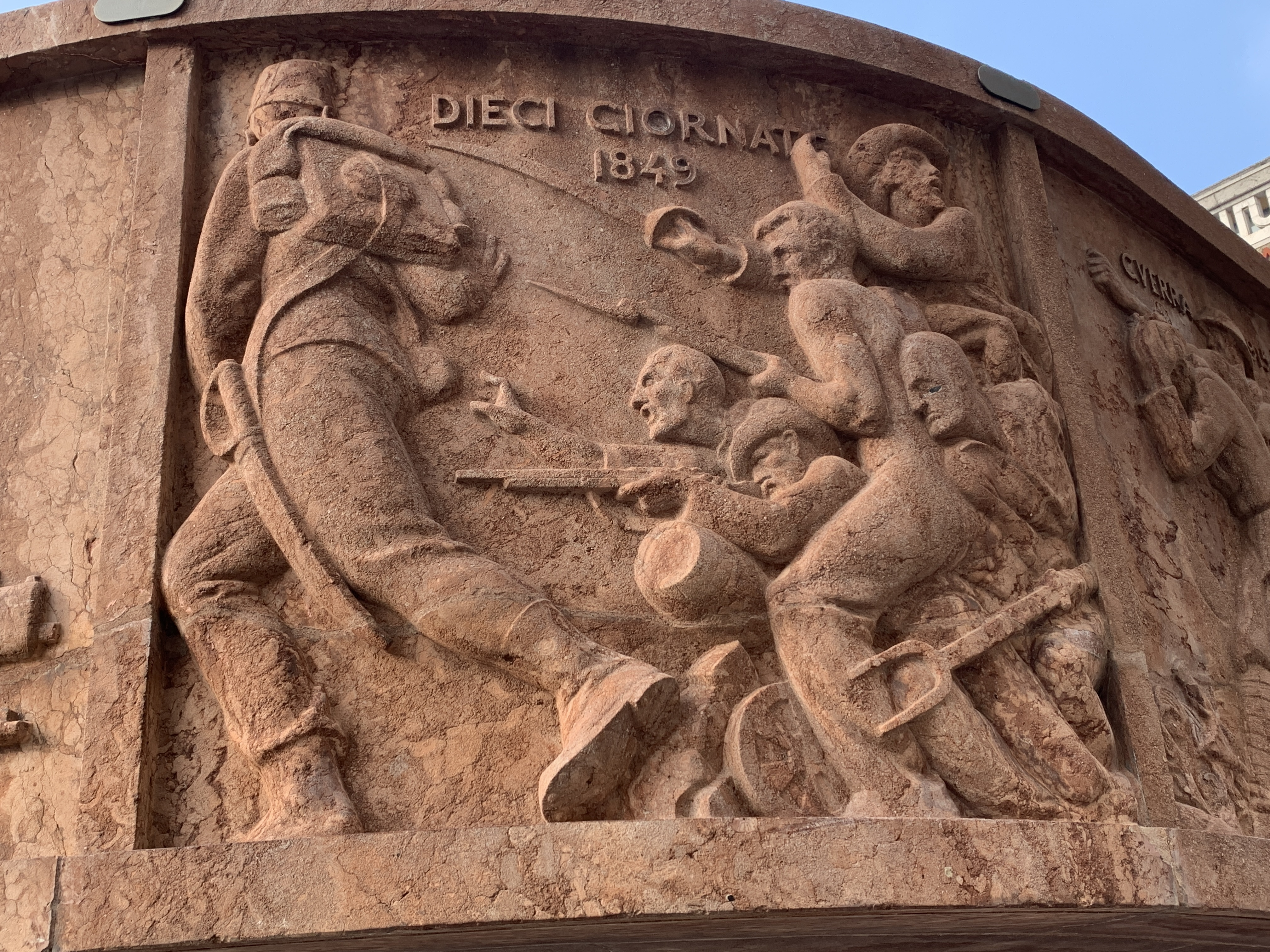
Dieci Giornate arengario piazza Vittoria